# Оукхерст (Њу Џерзи)
Оукхерст (енгл. Oakhurst) насељено је место без административног статуса у америчкој савезној држави Њу Џерзи.

## Демографија
По попису из 2010. године број становника је 3.995, што је 157 (-3,8%) становника мање него 2000. године.
| Група             | 2000.         | 2010.         |
| Белци             | 3.918 (94,4%) | 3.660 (91,6%) |
| Афроамериканци    | 31 (0,7%)     | 54 (1,4%)     |
| Азијати           | 95 (2,3%)     | 101 (2,5%)    |
| Хиспаноамериканци | 84 (2,0%)     | 154 (3,9%)    |
| Укупно            | 4.152         | 3.995         |